# Christopher Chavis
Christopher "Chris" Chavis (Pembroke (North Carolina), 8 juni 1965), beter bekend als Tatanka, is een Amerikaans professioneel worstelaar die vooral bekend is van zijn tijd bij World Wrestling Federation.
Hij worstelde voor WWF van 1991 tot 1996 en van 2005 tot 2007. Tatanka is een woord uit de taal van de Lakota en betekent: Bison.

## In het worstelen
- Finishers
  - End of the Trail / Papoose to Go (Samoan drop)
  - Wykea (Swinging side slam)

- Signature moves
  - Battering ram
  - Meerdere chop variaties
    - Backhand
    - Open hand
    - Tomahawk Chop

  - Running knee smash
  - Running leg drop
  - Savate kick
  - Shoulder block

- Bijnaam
  - "The Native American"

- Managers
  - "Sensational" Sherri Martel
  - Chief Jay Strongbow
  - Ted DiBiase

## Prestaties
- American Wrestling Federation
  - AWF United States Championship (1 keer)

- i-Generation Superstars of Wrestling
  - i-Generation Australasian Heavyweight Championship (2 keer)

- North American Wrestling Association
  - NAWA Heavyweight Championship (1 keer)

- South Atlantic Pro Wrestling
  - SAPW Heavyweight Championship (1 keer)

- Stampede Wrestling
  - Stampede North American Heavyweight Championship (1 keer)

- United States Wrestling Association
  - USWA Unified World Heavyweight Championship (1 keer)

- International Wrestling Superstars
  - Worstelaar van het jaar (2003)

- Andere titels
  - ASW Tag Team Championship (1 keer met Joe Gomez)
  - CWA Heavyweight Championship (1 keer)
  - IWA World Heavyweight Championship (1 keer)
  - TRCW Heavyweight Championship (1 keer)
  - UCW Heavyweight Championship (1 keer)